# Arbeitsgericht Erfurt

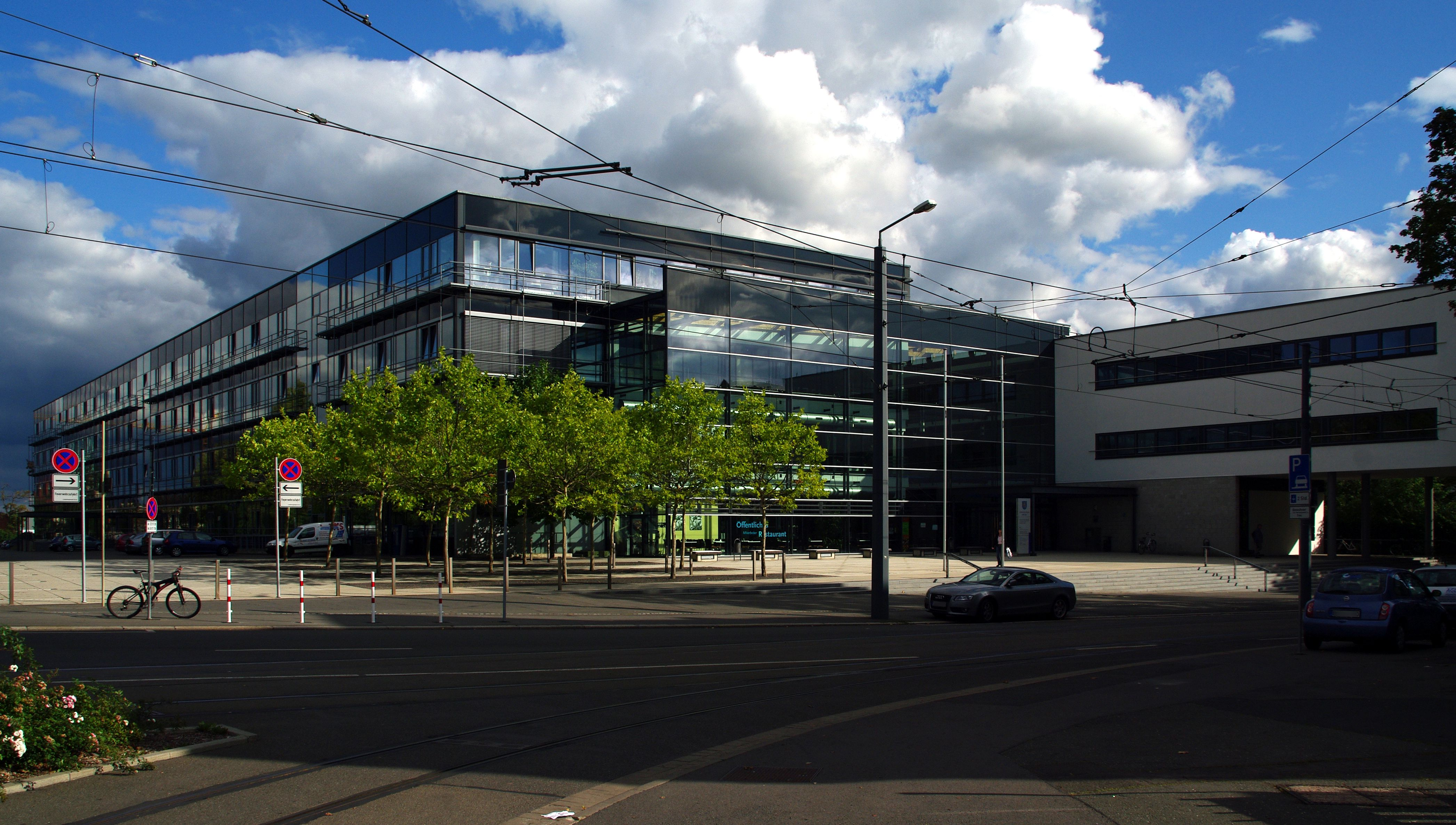
Das Justizzentrum Erfurt, in dem u. a. das Arbeitsgericht Erfurt seinen Sitz hat

Das Arbeitsgericht Erfurt, ein Gericht der Arbeitsgerichtsbarkeit, ist eines der sechs thüringischen Arbeitsgerichte.

## Gerichtssitz und -bezirk
Das Gericht hat seinen Sitz in Erfurt in der Rudolfstraße 46.
Das Arbeitsgericht Erfurt mit seinem Direktor Andreas Walter ist örtlich  für Rechtsstreitigkeiten aus der Stadt Erfurt, dem Landkreis Weimarer Land und dem Landkreis Sömmerda zuständig.
Die sachliche Zuständigkeit ergibt sich aus dem Arbeitsgerichtsgesetz.

## Übergeordnete Gerichte
Dem Arbeitsgericht Erfurt sind das Thüringer Landesarbeitsgericht und im weiteren Rechtszug das Bundesarbeitsgericht übergeordnet.

## Geschichte
Gemäß Arbeitsgerichtsgesetz vom 23. Dezember 1926 wurden in Deutschland Arbeitsgerichte gebildet. Diese waren nur in der ersten Instanz unabhängig, die Landesarbeitsgerichte waren den Landgerichten zugeordnet. Am Landgericht Erfurt entstand so 1927 das Landesarbeitsgericht Erfurt als eines von vier Landesarbeitsgerichten im Bezirk des Oberlandesgerichtes Naumburg. In Erfurt entstand das Arbeitsgericht Erfurt. Sein Sprengel umfasste den Bezirke der Amtsgerichte Artern, Bad Tennstedt, Erfurt, Heldrungen, Sömmerda und Weißensee. Es bestand je eine Kammer für Arbeiter und für Angestellte und für Handwerk. Daneben bestand eine Kammer für die Mitarbeiter der Reichsbahndirektion Erfurt.
Nach der Besetzung Deutschlands durch die Alliierten wurden 1945 zunächst alle Gerichte geschlossen. Die ordentlichen Gerichte wurden schon bald wieder eröffnet, während die Arbeitsgerichte zunächst außer in Hamburg nicht wieder eingerichtet wurden, so dass arbeitsgerichtliche Streitigkeiten von den ordentlichen Gerichten erledigt werden mussten. Gemäß Kontrollratsgesetz 21 sollten in Deutschland Arbeitsgerichte aufgebaut werden. So wurde in Erfurt wurde das Arbeitsgericht neu gebildet. Gerichtssprengel waren nun der Stadtkreis Erfurt, der Landkreis Weißensee und Teile des Landkreises Weimar. Revisionsinstanz war nun das Thüringer Landesarbeitsgericht in Erfurt. In der DDR bestanden 1952 bis 1963 Arbeitsgerichte auf Kreis- und Bezirksebene. Nachdem diese 1963 in die Kreis- und Bezirksgerichte integriert worden waren, gab es keine gesonderten Arbeitsgerichte mehr.
Nach der Wende entstand das Arbeitsgericht Erfurt 1993 neu.